# بلدة نورويتش (مقاطعة نيوايغو)
نورويتش، مقاطعة نيوايغو (بالإنجليزية: Norwich Township, Newaygo County, Michigan)‏ هي بلدة تقع بولاية ميشيغان في الولايات المتحدة. تبلغ مساحتها 91.8 (كم²)، وترتفع عن سطح البحر 321 م، بلغ عدد سكانها 557 نسمة في عام تعداد الولايات المتحدة 2000 حسب إحصاء مكتب تعداد الولايات المتحدة وتصل الكثافة السكانية فيها 6.1 نسمة/كم2.

## وصلات خارجية
- The US50 - Cities and Towns in Michigan State
- Michigan Cities and Towns, Facts, Map, Flag, Colleges, Government, and More